# Emma (Comiczeichnerin)
Emma (* 1981) ist das Pseudonym einer französischen feministischen Zeichnerin, Comicautorin, Podcasterin und Computeringenieurin. Sie hat das Konzept des Mental Load in Frankreich maßgeblich bekannt gemacht.

## Werdegang
Die Cartoonistin wuchs als Tochter zweier Mathematiklehrer in einem Dorf bei Troyes auf und arbeitete nach dem Abitur und einem Informatikstudium als Computeringenieurin. Zur Feministin wurde sie im Alter von 30 Jahren nach der Geburt ihres Sohnes, im Zuge derer sie sowohl in ihrem persönlichen Umfeld als auch an ihrem Arbeitsplatz Sexismus und Diskriminierung erlebte. Politisch aktiv wurde sie zunächst durch selbstgeschriebene feministische Flugblätter, die sie an Métro-Haltestellen in Paris verteilte und denen sie später kleine Zeichnungen anfügte.
Im März 2016 richtete sie aufgrund der positiven Resonanz auf ihre Comics ihren Blog Emmaclit ein und befasst sich dort seitdem mit Themen wie Polizeigewalt, Rassismus, Kapitalismuskritik und Feminismus. Im Juli 2017 erregte ihr Webcomic Fallait demander (französisch für „Du hättest doch nur fragen müssen“) in den sozialen Netzwerken großes Interesse. Darin thematisiert sie anhand authentischer, alltäglicher Situationen das Konzept des Mental Loads. Die Frage, wie die Hausarbeit in einem heterosexuellen Haushalt verteilt wird, wurde in der Folge von zahlreichen Zeitungsartikeln aufgegriffen und diskutiert.
Der Comic wurde anschließend ins Englische, Deutsche, Italienische und Japanische übersetzt und zusammen mit weiteren Cartoons in der Sammlung Un autre regard (französisch für „Ein anderer Blick“) in Printform veröffentlicht. Auf Deutsch veröffentlichte der Unrast Verlag Ein anderer Blick im Jahr 2017, die englische Übersetzung brachte Seven Stories Press im gleichen Jahr unter dem Titel The Mental Load. A feminist comic heraus.
2018 folgte ihr zweites Buch The Emotional Load, in dem sie die Theorien der Soziologin Arlie Russell Hochschild aufgreift und Themen wie wohlwollenden Sexismus oder korrupte Strukturen innerhalb der Polizei behandelt. Das Werk erschien im Jahr 2020 ebenfalls in englischer Übersetzung als The Emotional Load: And other invisible stuff bei Seven Stories Press.
Aufgrund des großen Erfolges ihrer Werke arbeitete sie mittlerweile in Vollzeit an ihren Comics und produzierte Podcasts für den Radiosender France Culture an ihrem Wohnort Paris.
Emma erhebt für sich nicht den Anspruch, künstlerisch ansprechende Bilder zu schaffen, da es ihr nicht um Ästhetik, sondern um eine politische Aussage geht. Ihren Nachnamen veröffentlicht sie nicht, allerdings veröffentlichte sie Fotos von sich.

## Werke
- Un autre regard. Massot éditions, Paris 2017, 112 Seiten, ISBN 979-1-09-716003-6.
- Un autre regard 2. Massot éditions, Paris 2017, 112 Seiten, ISBN 979-1-09-716024-1.
  - Ein anderer Blick. Unrast Verlag, Münster 2017, 224 Seiten, ISBN 978-3-89771-330-7.
- La Charge émotionnelle et autres trucs invisibles. Massot éditions, Paris 2018, 112 Seiten, ISBN 978-1-60980-956-0.
- Un autre regard sur le climat. Massot éditions, Paris 2019, 94 Seiten, ISBN 979-1-09-716082-1.
- Des princes pas si charmants et autres illusions à dissiper ensemble. Massot éditions, Paris 2019, 111 Seiten, ISBN 979-1-09-716098-2.